# Murata (Bellinzona)

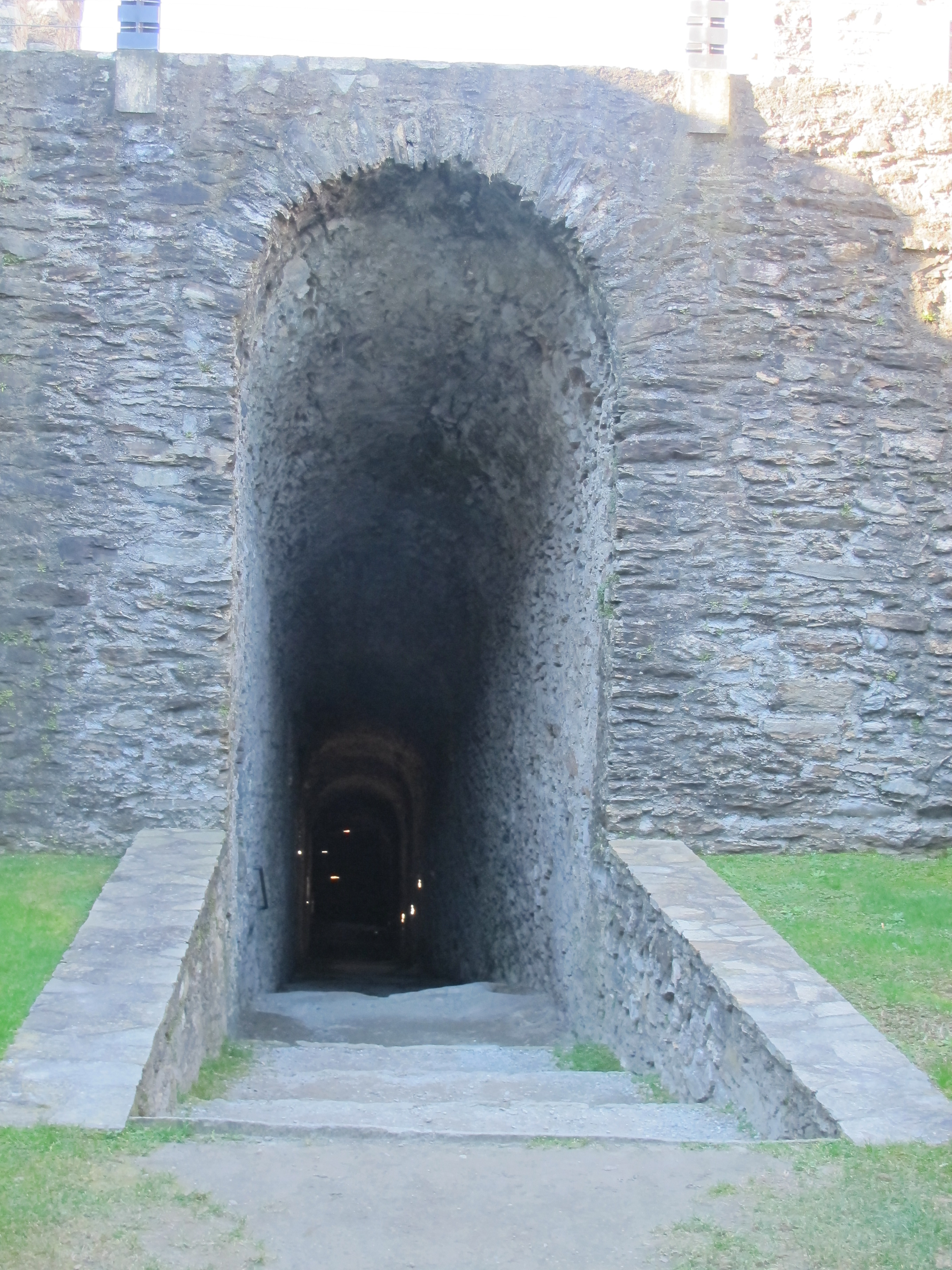
Wehrgang in der Murata

Die Murata (italienisch Mauer) ist ein Teil der Befestigungsanlagen von Bellinzona, dem Hauptort des Kantons Tessin in der Schweiz. Zusammen mit dem Castelgrande, dem Castello di Montebello und dem Castello di Sasso Corbaro gehört sie zum UNESCO-Welterbe der Burgen von Bellinzona. Sie ist gleichzeitig ein Kulturgut von nationaler Bedeutung.

## Beschreibung
Dieses Hindernis schliesst sich westlich an das Castelgrande an und folgt mit leichten Richtungsänderungen dem Verlauf einer natürlichen Felsrippe. Seine Aufgabe war es, die Talsohle zwischen der Burg und dem Fluss Ticino zu sperren. Die Murata besteht aus einer zinnenbewehrten Doppelmauer; dazwischen liegt ein überwölbter, mit Gras bewachsener Gang, der knapp zwei Meter breit und vier bis fünf Meter hoch ist. Die Fundamente ruhen im östlichen Teil direkt auf dem Fels, im westlichen Teil auf dem Geschiebe des Ticino.

## Geschichte
Nach der gewonnenen Schlacht bei Arbedo gegen die Eidgenossen im Jahr 1422 liessen die Visconti, die Herrscher des Herzogtums Mailand, die Murata errichten, um auch den bisher ungeschützten Teil des Tales zu sichern. Gemäss einer Beschreibung von 1457 war sie rund 600 Meter lang, Zinnen besass sie jedoch nur auf der Nordseite. 1478 gelang es den Eidgenossen vor der Schlacht bei Giornico, die Mauer zu durchbrechen; die nachfolgende Belagerung Bellinzonas scheiterte aber. Daraufhin wurde die baufällige Murata abgerissen und 1486/87 unter der Leitung des Baumeisters Gabriele Ghiringhelli durch einen Neubau ersetzt.
Ein Hochwasser des Ticino riss im Jahr 1515 rund 150 Meter der Murata weg, auf den Wiederaufbau dieses Teilstücks verzichtete man. Die Torretta, ein mächtiger Turm am rechten Ufer des Flusses, wurde um 1820 abgebrochen. Eine weitere Bresche entstand 1869 mit der Schleifung des Torturms Portone; an dieser Stelle überbrückt heute eine Passarelle auf der Höhe der Zinnen die Strasse.